# Pałac Uruskich
Pałac Uruskich, także pałac Czetwertyńskich – pałac znajdujący się przy ul. Krakowskie Przedmieście 30 w Warszawie.

## Historia
W miejscu istniejącego dziś pałacu znajdował się wzniesiony na przełomie lat trzydziestych i czterdziestych XVIII w. późnobarokowy pałac przypisywany architektowi Janowi Zygmuntowi Deyblowi, należący do kasztelana krakowskiego, Stanisława Poniatowskiego, ojca króla Stanisława Augusta. Właśnie tu Stanisław August dowiedział się, że został obrany królem. Pałac uwiecznił Canaletto na obrazie przedstawiającym Krakowskie Przedmieście od strony Nowego Światu. Pałac kilkukrotnie zmieniał właścicieli aż w 1843 stał się własnością Seweryna Uruskiego, marszałka szlachty guberni warszawskiej, tajnego radcy, ochmistrza dworu cesarskiego. Zapragnął on wznieść na miejscu dotychczasowego pałacu nowy, więc stary polecił zburzyć.
Projekt zlecił u architekta Andrzeja Gołońskiego, który nadał nowej budowli cechy renesansu. Roboty trwały od 1844 do 1847. Piętrowy korpus główny odznacza się dwoma ryzalitami skrajnymi wyższymi o piętro. Nad częścią środkową elewacji frontowej widnieje wielki kartusz z herbem fundatora Sas dłuta Ludwika Kaufmana. Kartusz podtrzymywany jest przez byka i konia, a pod nim znajduje się napis: AGES (łac.: „będziesz czynił” [a nie mówił o tym]). W lewym ryzalicie elewacji przed II wojną światową znajdowała się brama przejazdowa wiodąca na dziedziniec otoczony oficynami. Z elewacją frontową pałacu, regularną i symetryczną, kontrastuje elewacja południowa wychodząca na uliczkę prowadzącą na dziedziniec Pałacu Kazimierzowskiego, malownicza i nieregularna. 
Akcentem wysokościowym jest wieża, która w XVII wieku pełniła funkcję wieży ciśnień lokalnego wodociągu Tytusa Liwiusza Boratiniego. Po śmierci Seweryna Uruskiego w 1890 pałac przeszedł najpierw na własność jego żony, a potem córki Marii zamężnej z ks. Włodzimierzem Światopełk-Czetwertyńskim. W latach 1893–1895 pałac odnowiono pod kierunkiem Józefa Hussa, który wybudował nową oficynę północną zakręcającą ku wschodowi na miejscu dawnej, zrujnowanej. Na parterze nowej oficyny mieściły się wozownie, wyżej – mieszkania do wynajęcia.
Pałac został spalony podczas powstania warszawskiego.  Po wojnie zniszczenia budynku oszacowano na ok. 50%.
W posiadaniu rodziny Czetwertyńskich pałac znajdował się do roku 1947, po czym przeszedł w posiadanie Uniwersytetu Warszawskiego, wchodząc w skład jego głównego kampusu. Odbudowano go w zmienionej formie (m.in. bez wjazdu bramnego w północnej części elewacji) w latach 1948–1951 według projektu Jana Dąbrowskiego. Obecnie mieści się tu Wydział Geografii i Studiów Regionalnych. Wcześniej, od swojego powstania w 1953 do 1997 mieścił się w budynku również Instytut Geografii i Przestrzennego Zagospodarowania im. Stanisława Leszczyckiego Polskiej Akademii Nauk (IGiPZ PAN), którego biblioteka połączona była z biblioteką wydziałową i nosiła nazwę "Centralnej Biblioteki Geograficznej". W 1979 otrzymała ona status Centralnej Biblioteki Geografii i Ochrony Środowiska. W 1997 wraz z wyprowadzką z pałacu IGiPZ PAN na ul. Twardą 51/55 wyprowadzono też bibliotekę wydzielając z niej jednocześnie pozostawione w pałacu zbiory książkowe WGiSR UW.

## Galeria

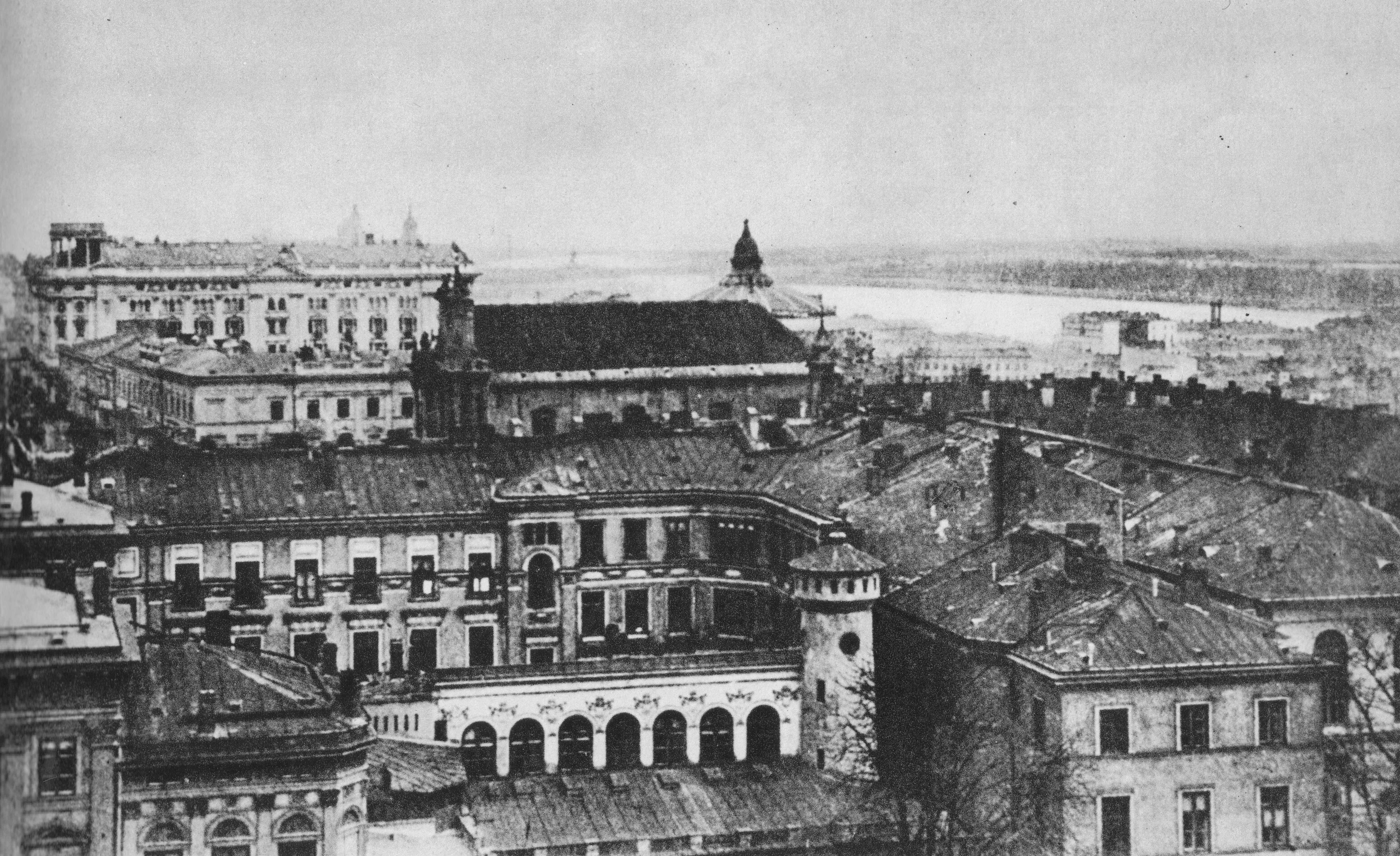
Kompleks pałacu przed 1939, widoczna charakterystyczna wieżyczka na dziedzińcu
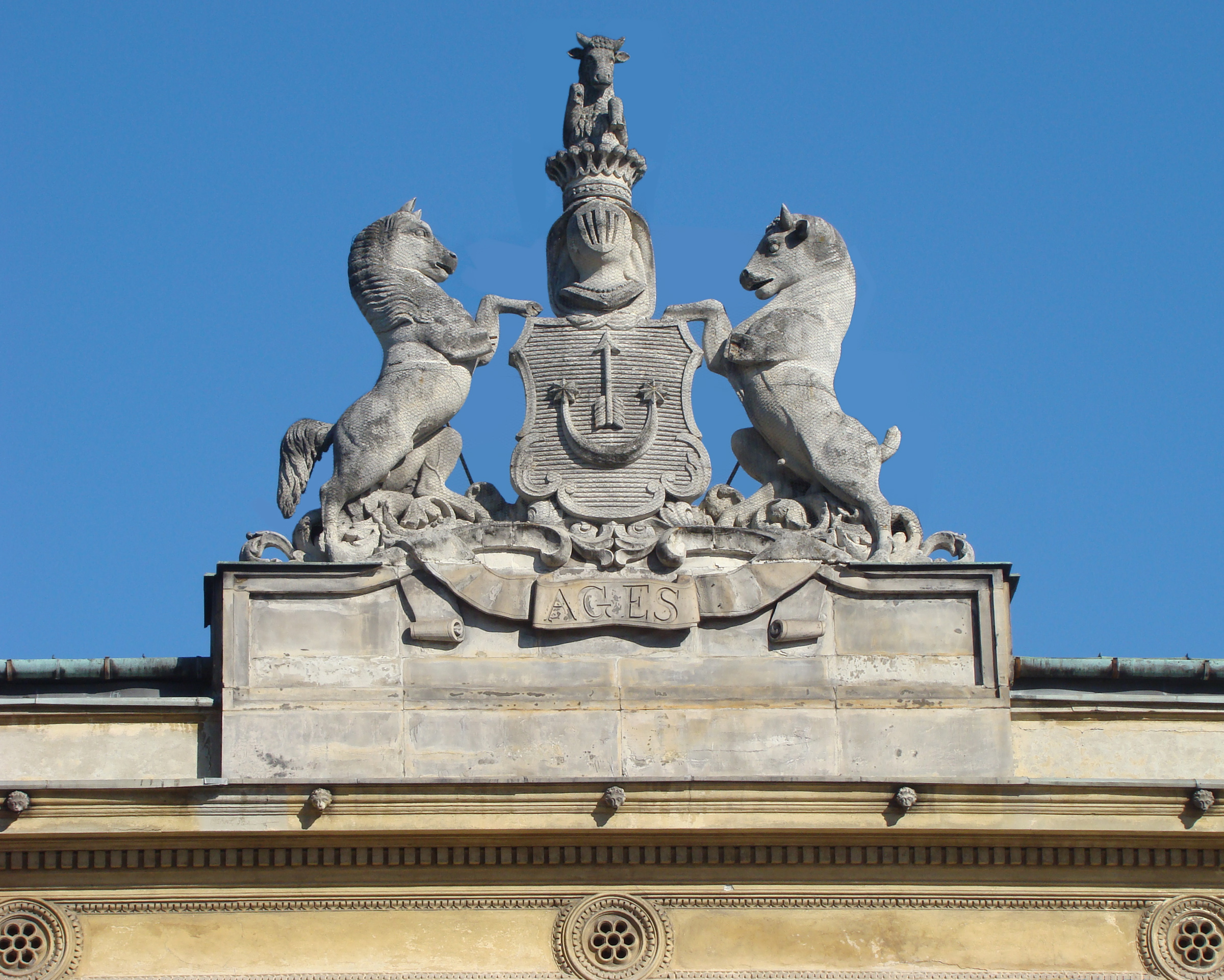
Kartusz z herbem fundatora
Tablica pamiątkowa na ścianie pałacu upamiętniająca wiec studentów domagających się wolności słowa w marcu 1968